# Битка при Ловеч (1810 – 1811)
Битката при Ловеч е по време на Руско-турската война (1806 – 1812). Провежда се през 1810 и 1811 г.

## Предистория
Активната експанзия на Османската империя в Европа достига своя връх в средата на ХVI век и се превръща в най-голямата заплаха за съществуването на православните и католическите цивилизации, т. е. в общоевропейски проблем. Неговото решаване е свързано с провеждането на цяла серия войни на редица европейски държави срещу Османската империя, която е отхвърлена от Централна Европа до края на ХVII век. Борбата в Югоизточна Европа продължава през ХVIII и ХIХ век. По това време главната ударна сила е Русия и националноосвободителните движения на балканските народи.
Най-продължителна и упорита е Руско-турската война от 1806 – 1812 г. Дължи се на запазените значителни възможности на турската армия, както и на системната стратегическа помощ, която ѝ оказва Франция по времето на император Наполеон Бонапарт. Турската армия се оттегля временно на юг от река Дунав след поредица от поражения през 1807 г. Руският флот след битката при Атонския полуостров постига господство в акваторията на Егейско, Йонийско и Черно море. Примирието, установено след Тилзитския мир между Русия и Франция, е използвано за прегрупиране на силите на двете воюващи страни.

## Ход на военните действия

### Първо превземане на Ловеч на 18 октомври 1810 г.
През 1809 г. действията започват против турските крепости на север от река Дунав. Дунавската руска армия овладява на юг Базарджик, Силистра и Разград. Решителните действия са свързани с обсадата на Шумен и Русе.
Преломът във войната е свързан с руската победа в битката при село Батин на 26 август 1810 г. и последващата капитулация на турските гарнизони в Гюргево и Русе. Създава се възможност да се окаже съществена помощ на сръбските въстаници и към тях са насочени значителни руски сили. За осигуряването на левия им фланг са необходими действия в района на Ловеч. Сборен руски отряд с командир генерал-майор Михаил Воронцов получава заповед от командира на Дунавската руска армия генерала от пехотата Николай Каменски да овладее Плевен, Ловеч и Севлиево. Действията стават възможни след капитулацията на Никополската крепост на 15 октомври. На този етап руското командване не знае къде точно се намира Ловеч. За пътя към града е ориентирано от местни жители след превземането на Плевен. Според оценката на разузнаването градът, е по-добре укрепен от Плевен. Силите, съсредоточени тук, са подразделения на Видинския турски гарнизон. Сборният отряд започва движението към града на 17 октомври и достига до неговите подстъпи на следващия ден. Турският командир Казандор ага отказва предложението за капитулация и започва изтегляне на силите си в направлението Ловеч-Севлиево. С последващата незабавна атака сборният отряд бързо превзема града, при това без особени жертви и материални щети. За пръв път пред удивените погледи на ловешките граждани турската власт рухва под ударите на руските части на 18 октомври 1810 г. След продължаващи и настойчиви действия до края на деня отрядът овладява и Севлиево.
Командира на Дунавската руска армия генералът от пехотата Николай Каменски решава силите на отряда да се изтеглят в Свищов. Причината е свързана с променената оперативна обстановка. Турското командване съсредоточава свой по-силен отряд в Търново и заплашва сериозно силите на генерал-майор Михаил Воронцов. Освен това е взето решение за зимуване на армията в крепостите по двата бряга на река Дунав. Заедно с руските части градът е напуснат от малко на брой българи, които се установяват в Зимнич. При тези обстоятелства и практически без бой е възстановена турската власт в града.

### Второ превземане на Ловеч на 31 януари 1811 г.
Турското командване реагира като сформира нов отряд. Основните му сили са съсредоточени в София, Враца, Етрополе и Търново. Авангардът е настанен в Ловеч. Командир тук е Мухтар паша. Във всеки един момент отрядът може да се прегрупира и да атакува руските части, които зимуват в крепостите по южния бряг на река Дунав.
Командирът на Дунавската руска армия генералът от пехотата Николай Каменски получава заповед да противодейства на новите турски сили по направлението Никопол-Плевен-Ловеч. Да разгроми техния усилен авангард в Ловеч и след настъпление по направлението Ловеч-Севлиево-Габрово с разклонение към Търново да създаде оперативни условия за преминаване на Стара планина. Овладяването на Ловеч е заповядано на сборен отряд с командир генерал-майор Емануил Сен-При. Оперативното командване се осъществява от генерал-лейтенант Александър Ланжерон. Действията се извършват в зимна обстановка и в условията на остра продоволствена криза. Ловешкият турски гарнизон прехвърля безплатно своята прехрана върху българското население. Руското командване разчита на ограничените си запаси от храни.
Новата борба за Ловеч започва на 31 декември 1810 г. Част от отряда на генерал-майор Емануил Сен-При достига до Ловеч и провежда разузнаване с бой. Турският командир Мухтар паша реагира с тактическо действие на активна отбрана. Еднодневният бой в равнинната северна покрайнина е упорит, ожесточен и завършва без победител. На 4 януари 1811 г. сборният отряд отново е пред града и след кратко разузнаване без бой се оттегля на зимни квартири в района на Никопол. Едновременно част от отряда атакува и превзема турски продоволствен склад в село Калинари. На 8 януари отбива опит на противника за неговото овладяване. Тъкмо тези трофейни хранителни запаси правят възможни последващите действия при Ловеч.
На 28 януари пълният състав на отряда на генерал-майор Сен-При достига до село Павликиани. На следващия ден към града е изпратен авангард, който провежда ново разузнаване с бой. Този път сблъсъкът е със силен турски конен отряд. Взети са пленници, от чиито показания става ясно, че ловешкият турски гарнизон е усилен значително, има нов командир – Омер бей, и се очакват подкрепления. По време на тези действия подполковник Александър Мишо установява, че турците създават в града землена крепост, която включва целия западен предимно турски квартал. На 30 януари за нейното разузнаване е проведена рекогносцировка от подпоручик Силвестър Малиновски и са установени слабите ѝ места. Генерал-майор Емануил Сен-При разработва план за атака и изпраща парламентьор с предложение за капитулация на турския гарнизон, което е отказано. Преди разсъмване на 31 януари 1811 г. започва движение на частите, които са разделени на три отряда. Достигайки с обходно движение на разстояние един пушечен изстрел до южния редут на крепостта, отрядът на генерал-майор Емануил Сен-При започва енергична атака. Изненаданите турци губят редута. Тук загива и Омер бей.
След атака в тила на западните укрепления турските части изпадат в пълна дезорганизация и голяма част от тях стихийно напускат крепостта. Преследвани са настойчиво от донските казаци. Отрядът на полковник Михаил Шкапски атакува и сломява турската съпротива на хълма Стратеш. Отрядът на полковник Иван Кутузов превзема северния редут и отбраната на крепостта рухва в 9 часа сутринта. Руските части успяват да изолират подстъпите към предимно българските квартали Вароша и Дръстене и ги предпазват от жертви и разрушения. Турските подразделения, които остават в землената крепост, отказват предложението за капитулация и се барикадират в обществените и частни сгради. Стига се до улични боеве, при които човешките и материални жертви сред турското население са значителни. Последната турска съпротива е сломена към 17 часа на 31 януари 1811 г.

## Резултат и последици
Превземането на Ловеч е образец на оперативно и тактическо действие от движение срещу землена крепост. При това е постигнато със сили, които са два пъти по-малобройни от силите на противника.
Отрядът на генерал-майор Емануил Сен-При пребивава в града в пълен мир с българите и останалите тук турци. Използва времето за възстановяване и извършване на пълно и подробно топографско заснемане на Ловеч. След войната на основата на добитите данни е създадена от подпоручик Силвестър Малиновски и поручик Фьодор Шуберт във Военнотопографското депо на Главния щаб на Руската армия подробна професионална триверстова топографска карта, която дава нова информация за развитието на Ловеч в началото на ХIХ век. Вероятно е първата известна подробна топографска карта на града. Този първи досег на ловешките граждани с Дунавската руска армия нагледно им показва, че отхвърлянето на турската власт е напълно възможно и остава в тяхното съзнание като първия московец.
От началото на януари се променя този път стратегическата обстановка във войната. Руското разузнаване открива непосредствената и привършваща подготовка на Наполеон Бонапарт за нападение срещу Русия. Още на 5 януари на Дунавската руска армия е наредено да премине към стратегическа отбрана на северния бряг на река Дунав, а основните сили да се предислоцират на западната руска граница. Оттеглянето на отряда на генерал-майор Емануил Сен-При започва на 21 март. Заедно с руските части града напускат по-заможните българи, които временно се установяват в Зимнич. След тази дата отново без бой е възстановена турската власт в Ловеч.
През заключителните действия Дунавската руска армия разгромява основните турски сили съсредоточени при Русе и укрепения лагер при село Слободзея. Войната завършва с подписването на Букурещкия мирен договор на 16 май 1812 г. Османската империя отново оцелява, въпреки тежкото си военно поражение. Този път я спасява Наполеон Бонапарт с предстоящото си нападение срещу Русия. Навярно и този факт идва да ни подсети колко сложен може да бъде и е Източният въпрос.
За превземането на Ловеч, с което е провалено турско настъпление в централната част на Северна България, са наградени: генерал-майор Михаил Воронцов, полковник Константин Полторацки, подполковник Осип Второв, княз Фьодор Гагарин, генерал-майор Емануил Сен-При и полковник Иван Иванов.

## Галерия
- генерал от пехотата Николай Каменски
- генерал-лейтенант Александър Ланжерон
- генерал-майор княз Фьодор Гагарин
- генерал-майор Павел Турчанинов
- полковник Константин Полторацки
- полковник Евстатий Удом
- полковник Михаил Шкапски
- подполковник Александър Мишо
- капитан Логгин Рот